# Remondo
Remondo er en by og kommune i det centrale Spanien i provinsen Segovia. Den har et indbyggertal på 316 (2024) indbyggere.